# Temari
Temari er en fiktiv figur i manga-serien Naruto. Hun er søster til Kankuro og Shukakus bærer Gaara. Hun er mere fredlig end hendes brødre, og ønsker ikke ufred mellem sine brødre. I kamp bruger hun en stor vifte, som hun kan blæse sine modstandere til småstykker med, da den kan udsende forskellige former af våben.
Hun kæmper i Chunin eksamen mod Tenten, hvor hun går videre til finalen. Her kæmper og vinder hun over Shikamaru, fordi han giver op. 
 Da Shikamaru, Choji, Neji, Kiba og Naruto jagter Sasuke Uchiha og de 3 håndlangere for Orochimaru, kommer Temari Shikamaru til undsætning. Her bruger hun en nye jutsu, der fremkalder et lille væsen med en klinge som hale. Hun besejrer med nemhed modstanderen her.
| Anime- eller mangafigur | Spire Denne artikel om en anime- og/eller mangafigur er en spire som bør udbygges. Du er velkommen til at hjælpe Wikipedia ved at udvide den. |